# 聖多明哥德阿科班巴區
聖多明哥德阿科班巴區（西班牙語：Distrito de Santo Domingo de Acobamba），是秘魯的一個區，位於該國中部胡寧大區的萬卡約省，始建於1920年9月6日，面積778.02平方公里，海拔高度2,200米，2005年人口8,157，人口密度每平方公里10人。